# 瑞興
參數所指定的目標頁面不存在，建議更正成存在頁面或直接建立下列一個頁面（建立前請先搜尋是否有合適的存在頁面可以取代）：
- 宗室瑞興

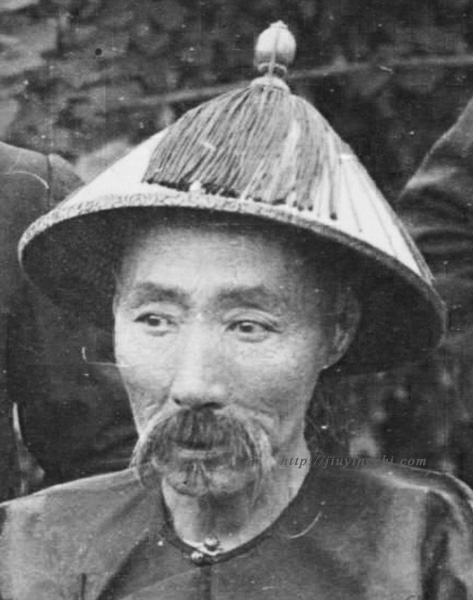
瑞兴

瑞兴（1839年—1915年），字詩軒，烏雅氏，滿州正黃旗人，清朝末年杭州将军、署浙江巡撫、资政院议员。

## 生平
先祖烏雅氏博啟為雍正帝生母孝恭仁皇后兄弟，祖父吉祥保;父增喜，有子振陞。咸豐五年襲爵三等公、世管佐領，歷官散秩大臣、荊州左翼副都統、荆州都统、護理荊州將軍。
光绪三十年十月（1904年），杭州将军常恩因事解职，荆州都统瑞兴被任命为杭州将军。
光绪三十一年三月初五日，瑞兴接谕旨：“瑞兴现在来京陛见，未到任以前，杭州将军着德济暂行署理。钦此。”三月初八日，德济署理杭州将军印务，后于七月十三日交卸将军印务。1905年秋，浙江巡抚聶緝槼上呈奏折称，太湖枭党活动十分猖獗。1905年秋冬，杭州将军瑞兴奉命出动防营击溃部分枭党，使浙西的枭党转移至江苏转移。光绪三十一年十一月十六日（1905年12月12日），《兼署浙江巡抚杭州将军瑞兴奏苏浙会剿巢湖帮情形折》上呈清廷。1906年，江苏省同浙江省合剿，但效果不佳。 
宣统二年七月，瑞兴被免去杭州将军职务，以志锐接任。
宣统三年（1911年），三等承恩公、頭等侍衛瑞興被任命为资政院议员。